# Dryopteris splendens
Dryopteris splendens är en träjonväxtart som först beskrevs av William Jackson Hooker och Richard Henry Beddome, och fick sitt nu gällande namn av O. Kze. Dryopteris splendens ingår i släktet Dryopteris och familjen Dryopteridaceae. Inga underarter finns listade.